# 마저리 모나한
마저리 모나한(Marjorie Monaghan, 1964년 3월 19일 ~ )은 미국의 텔레비전 배우, 영화배우, 연극 배우이다.
캘리포니아주에서 태어났다.

## 방송
- 전함 바비론
- 스페이스 레인저

## 영화
- 안드로메다 (2000년)
- 스페이스 워리어 (1998년)
- 스페이스 레인저 (1993년)
- 네미시스 (1993년)
- 헨리의 이야기 (1991년)
- 허영의 불꽃 (1990년)